# OÖ KulturEXPO
Die OÖ KulturEXPO ist eines von zwei Ausstellungs- bzw. Veranstaltungsformaten des Landes Oberösterreich und löste 2022 gemeinsam mit der communale oö die Oberösterreichische Landesausstellung ab.

## Konzept
Die OÖ KulturEXPO findet in unregelmäßigen Abständen anlässlich zentraler kultur- und gesellschaftspolitischer Themenstellungen mit dem Anspruch (inter)nationaler Sichtbarkeit und Relevanz statt. Sie wird von der Abteilung Kultur des Amtes der OÖ. Landesregierung organisiert. Premiere feierte die OÖ KulturEXPO im Jahr 2024 anlässlich des 200. Geburtstages des in Oberösterreich geborenen Komponisten Anton Bruckner.

## Themen

### OÖ KulturEXPO Anton Bruckner 2024
Die erste OÖ KulturEXPO Anton Bruckner 2024 startete am 1. Jänner 2024 mit einem Neujahrskonzert des Bruckner Orchesters Linz im Linzer Brucknerhaus. Als besonderes Highlight wurde bei der Eröffnung unter dem Motto „Bruckner verbindet!“ ein weltumspannendes „Locus iste“ vom Linzer Hard-Chor angestimmt und durch Videozusammenschnitte aus 53 Beiträgen von Musikern, Chören und Ensembles aus allen fünf Erdteilen verstärkt. Das Programm der OÖ KulturEXPO umspannte das gesamte Jahr 2024 und war neben Anton Bruckners Geburtsort Ansfelden, den Wirkungsstätten Linz und St. Florian auch in weiteren 32 Orten mit biografischem Bezug zu sehen. Wesentliche Säulen des Programms waren neben den Kulturinstitutionen des Landes Oberösterreich und der Stadt Linz, zahlreiche Projekte von Gemeinden und örtlichen Kulturveranstaltern sowie weitere 18 Projekte, die aus einem Projekt-Call des Landes Oberösterreich hervorgegangen sind. Darüber hinaus gab es auch gemeinsame Projekte der OÖ KulturEXPO Anton Bruckner 2024 und der Europäischen Kulturhauptstadt Bad Ischl Salzkammergut 2024. Ein besonderes Highlight war der tatsächliche 200. Geburtstag des Komponisten am 4. September: Mit einem „24-Stunden-Geburtstagsfest“ wurde ab Mitternacht in zahlreichen Teilen Oberösterreichs Anton Bruckner gefeiert. Insgesamt wurden 626 Veranstaltungsformate im ganzen Land und darüber hinaus gezählt, die insgesamt von 660.000 Menschen besucht worden sind.

### OÖ KulturEXPO 2027
Die Welterbekonvention wurde 1972 von der Generalkonferenz der UNESCO verabschiedet und 1992 in Österreich ratifiziert. Die nächste OÖ KulturEXPO im Jahr 2027 wird anlässlich dieses 55- bzw. 35-jährigen Jubiläums das UNESCO-Welterbe in den Mittelpunkt stellen. Neueste Forschungsergebnisse sollen vor allem die Pfahlbaukultur bzw. das prähistorische Siedlungswesen in Attersee und Mondsee beleuchten und dieses UNESCO-Welterbe sichtbar machen. Darüber hinaus sind mit dem Donaulimes, der Region Hallstatt-Dachstein/Salzkammergut und den alte Buchenwäldern im Nationalpark Kalkalpen drei weitere Kultur- und Naturwelterbestätten in Oberösterreich vertreten.